# صب ووفر

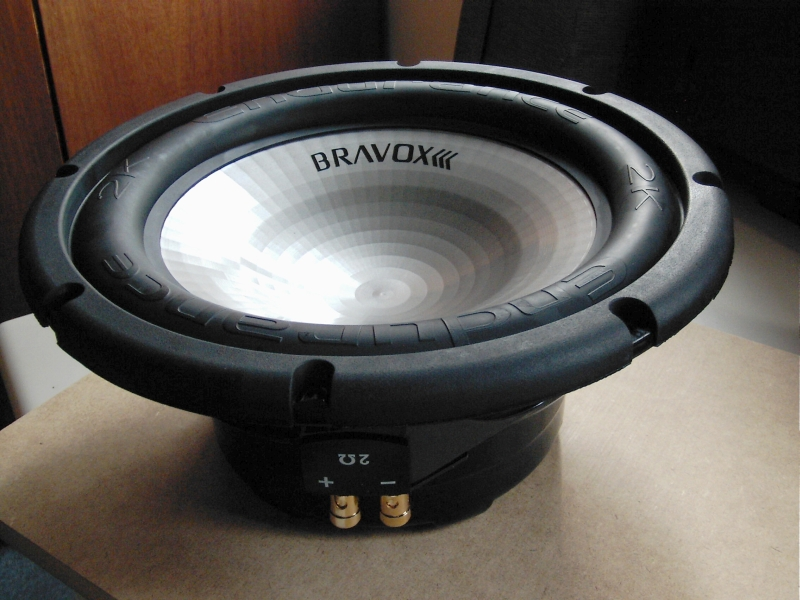
سماعة مضخم الصوت Sub-woofer

صب ووفر أو سماعة الصب هي سماعة لتضخيم الأصوات منخفضة التردد (بالإنجليزية: Sub-woofer)هي السماعة التي تنتج ترددات منخفضة جداً (بيس ودون البيس (صب بيس))في المجال الصوتي، وتتراوح هذهِ الترددات بين 20 و200 هرتز، وذلك للوصول إلى ترددات أكثر انخفاضاً تصل إلى 5 هيرتز، تختص بالأصوات العالية والتأثيرات المطلوب إظهارها، إن مجال هذه السماعة محدود ومنخفض جدا، وهو المجال الذي يضخم الصوت ويملأ المكان، وتوصف بأنها تعطي صوتاً يحس به أكثر مما يسمع، وإذا كان مستوى الصوت عاليًا قليلاً يحس أن الصوت يدخل إلى أعماق السامع وليس ما يسمع عبر الإذنين فقط، وإذا كان المستوى عاليًا فإنها تهز المكان.

## استخداماتها

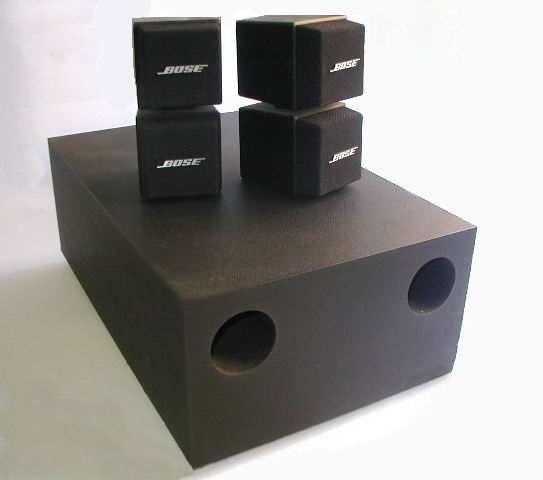
مسرح منزلي نوع Bose Acoustimass

يعتمد اختيارها على حجم الغرفة والاستخدام بالإضافة إلى توافقيّتها مع المضخم المستخدم في حالة عدم وجود مضخم بداخلها، تحتاج إلى استطاعة كبيرة ما يتراوح بين 150 إلى 400 واط وذلك لإنتاج الصوت بجودة عالية في الترددات المنخفضة، وغالبا تأتي مع مكبر صوت داخلها، تتطلب الترددات المنخفضة طاقة أعلى للحصول على مستوى عالٍ من الصوت مقارنة بالترددات المتوسطة والمرتفعة، تستخدم في المسارح وقاعات السينما وفي المسرح المنزلي والأنواع الكبيرة منها تستخدم في أماكن الرقص والملاهي، وفي بعض أنواع أنظمة الصوت في السيارات. هذه السماعة لا تستخدم في المساجد وفي قاعات المحاضرات والملاعب الرياضية لعدم الحاجة إليها، وغالباً ما تصدر أصوات قرع الطبول، وأصوات الانفجارات في الأفلام السينمائية ولإعطاء مؤثرات صوتية خاصة، أن المجال الضيق يتيح لها إنتاج الترددات المنخفضة، وعينة الصوت الذي تنتجه يقل تدريجياً كلما اتجهنا إلى حدود المجال الصوتي الذي تعمل عليه السماعة، حجم سماعة ساب ووفر كبير وتعطي تحسن كبير في الأصوات التي تحوي مؤثرات.

## أنواعها
توجد أنواع من مضخم الصوت تسمى Rotary Subwoofer، حيث تستخدم شفرات المراوح بدلاً من الأسلاك والمخروط، وذلك للوصول إلى ترددات أكثر انخفاضاً تصل إلى 5 هيرتز.

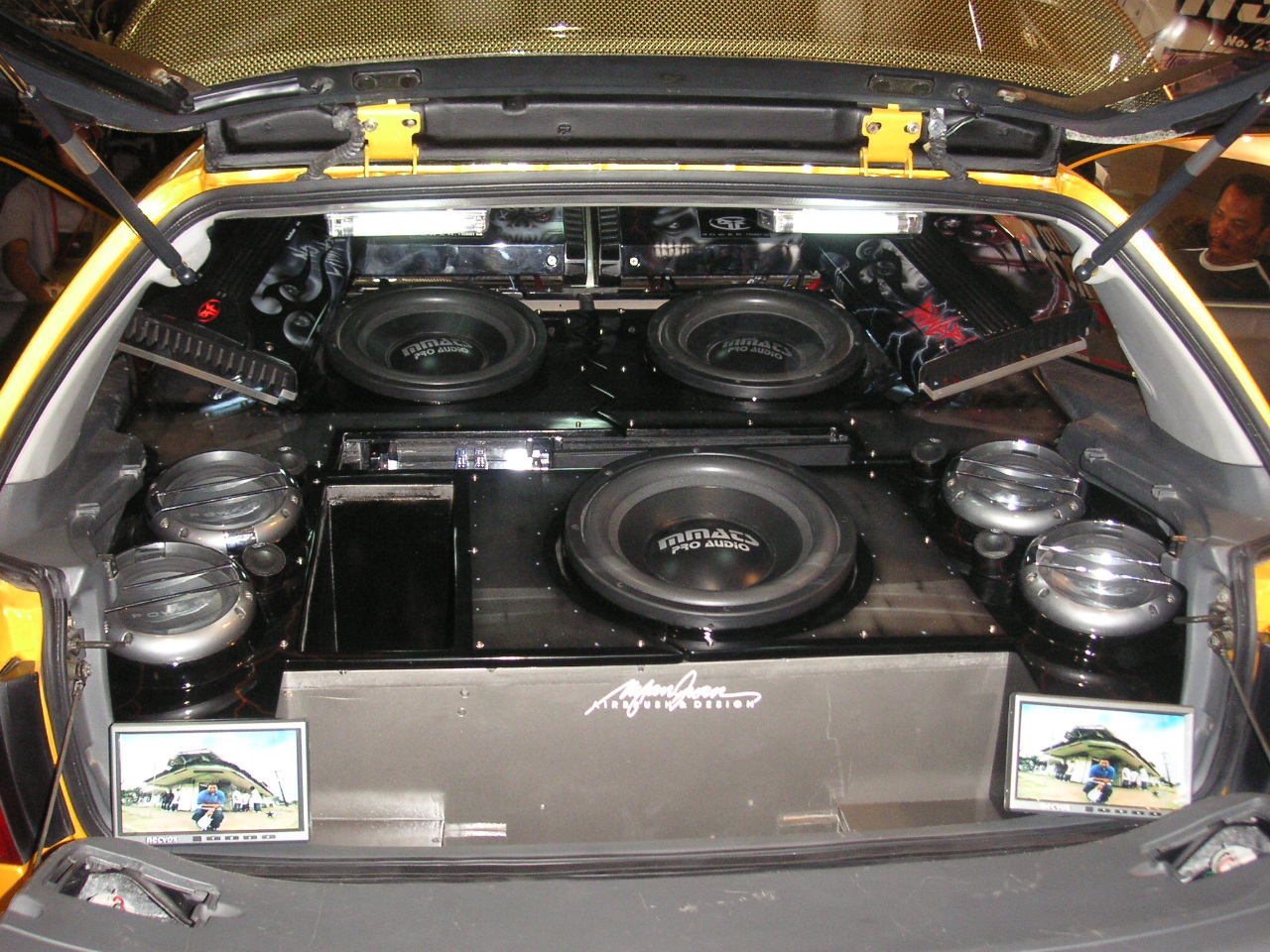
سماعات ساب ووفر في سيارة نوع هاتشباك

يوجد نوع منفصل يسمى Shallow Mount Subwoofer، وهو نوع يعطي الصوت التقليدي، ولكنه مصمم خصيصاً ليكون مناسباً للأماكن الصغيرة، يتم بذل الكثير من العمل والمجهود على هذا الجهاز وذلك للحصول على جودة صوت عالية مع ترددات منخفضة ومحدودة وفي المقابل حجم صغير، حتى أن منها ما يصنع للسيارات والدراجات النارية.

## كابلات السماعات
كابل السماعة هو عبارة عن ناقل كهربائي يقوم بنقل الإشارة الصوتية من مخرج المكبر الصوتي إلى السماعة، وله عدة خصائص كهربائية مثل المقاومة والسعة والتحريض، إن السعة والتحريض يجب أن تؤخذ بعين الاعتبار في حالة نقل الإشارات العالية التردد، وحيث إن إشارة الصوت لاتتجاوز 20 كيلوهرتز، فيهم فقط مقاومة الكبل، أنها صغيرة جدا ولاتؤخذ بالحسبان عند نقل الكهرباء، ولكن أذا كان الحمل هو عبارة عن مقاومة صغيرة مثل مقاومة السماعة مثل 4 اوم وإذا كانت السماعة بعيدة عن المكبر الصوتي فإن هذه المقاومة للسلك يصبح لها قيمة يجب أخذها بعين الاعتبار.
يتم حساب مقاومة السلك من العلاقة التالية: R= r. L/S
R هي مقاومة السلك المطلوب حساب مقاومته وتحسب بالاوم.
r هي المقاومة النوعية للسلك، وهي قيمة ثابتة حسب نوع المعدن المستخدم وتقاس ب اوم.متر.
L هو طول السلك، بالمتر.
S مساحة مقطع السلك بالمتر المربع.
هذه العلاقة إذا أردنا أن نصغر قيم المقاومة R  يجب:
- استخدام معدن ذو مقاومة نوعية r صغيرة.
- أن يكون طول السلك قصير، وهذا قد لا يمكن تحقيقه إذا السماعة بعيدة عن المكبر.
- استخدام سلك ذو مساحة مقطع S كبيرة.

المعادن المستخدمة في الأسلاك الكهربائية هي النحاس والألمنيوم، وذلك لأنها تمتاز:
- رخصها وتوفرها بشكل كبير.
- ناقليتها الجيدة للكهرباء، مقاومتها النوعية r صغيرة.

و معدن النحاس أفضل من الألمنيوم من ناحية ناقليته للكهرباء، وهو الأكثر استخداما في الأسلاك الكهربائية، بشكل عام، ولكن سيئة معدن النحاس هو قابليته للتأكسد، وهو ما تلاحظه باللون الأخضر الذي يكسو سطح المعدن بعد تعرضه لفترة للهواء الطلق وخاصة في حال وجود رطوبة، ولهذا السبب لا يتم استخدام النحاس في خطوط نقل الكهرباء على الابراج، حيث هذه الأسلاك تكون غير معزولة، لهذا يتم استخدام معدن الألمنيوم ولأنه أخف أيضا، اما في أسلاك الصوت فإن النحاس يتم استخدامه، لأنه يكون معزولا عن الهواء الخارجي بطبقة من البلاستك أو النايلون تحميه من التأكسد.
عازل السلك: يصنع عازل السلك من مواد بلاستيكية خاصة، وهو يلعب دوراً هاما في الخصائص الفيزيائية للسلك، بمعنى انه يحمي السلك من عمليات الشد والضغط والعوامل الجوية، وكلما زاد العازل كلما كان أفضل، هناك أنواع من الكابلات التي يكون فيها العازل من مواد شفافة، بحيث يمكن رؤية السلك النحاسي الداخلي، وهو غاليا يستخدم في التمديدات الداخلية، توجد بعض أسلاك السماعات التي تحوي شيلد والتي تستخدم في الأماكن ذات التحريض العالي، أو وجود إشارات لاسلكية عالية القوة.

## البناء والميزات

### مكبر الصوت وتصميم العلبة

المقطع العرضي لوحدة مشغل مضخم الصوت.

تستخدم مضخمات الصوت برنامج تشغيل (مكبر صوت) بقطر يتراوح بين 8 بوصات (20 سم) و21 بوصة (53 سم). بعض مضخمات الصوت غير المألوفة تستخدم محركات أكبر، وقد تم تصنيع نموذج أولي واحد لمكبرات الصبووفر بحجم 60 بوصة (152 سم). في الطرف الأصغر من الطيف، يمكن استخدام مشغلات مضخم صوت صغيرة بحجم 4 بوصات (10 سم). عادةً ما تُستخدم محركات مضخم الصوت الصغيرة في نطاق 4 بوصات في أنظمة مكبرات صوت الكمبيوتر الصغيرة وخزانات مضخم الصوت المدمجة للمسرح المنزلي. يعتمد حجم المشغّل وعدد المشغلات في العلبة على تصميم حاوية مكبر الصوت، وحجم العلبة الحاوية، ومستوى ضغط الصوت المطلوب، وأدنى تردد مستهدف ومستوى التشويه المسموح به. أحجام مضخم الصوت الأكثر شيوعًا المستخدمة في تقوية الصوت في النوادي الليلية وحفلات البوب / روك هي موديلات 10 و12 و15 و18 بوصة (25 سم و30 سم و38 سم و45 سم على التوالي). أكبر مضخمات الصوت المتاحة لتقوية الصوت، 21 بوصة (53 سم)، أقل شيوعًا.
يتم تحديد كفاءة برنامج تشغيل السماعة من خلال: {\displaystyle \eta _{0}=({\frac {4\pi ^{2}F_{s}^{3}V_{as}}{c^{3}Q_{es}}})\times 100\%}
حيث المتغيرات هي ثيل / المعلمات الصغيرة. يعد الامتداد العميق للتردد المنخفض هدفًا شائعًا لمضخم الصوت، كما تعتبر أحجام الصناديق الصغيرة مرغوبة أيضًا، لتوفير المساحة وتقليل الحجم لسهولة النقل (في حالة تعزيز الصوت ومكبرات الصوت DJ). لذلك فإن «القانون الحديدي» لهوفمان يفرض كفاءة منخفضة في ظل هذه القيود، وفي الواقع تتطلب معظم مكبرات الصوت الفرعية قوة كبيرة، أكثر بكثير من المشغلات الفردية الأخرى.

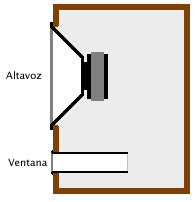
Bass باس منعكس (مقطع عرضي).

لذلك بالنسبة لمثال صندوق السماعات المختوم، فإن حجم الصندوق لتحقيق Qts معين يتناسب مع Vas:
{\displaystyle V_{b}={\frac {V_{as}}{\alpha }}where:\alpha ={\frac {Q_{tc}^{2}}{Q_{ts}^{2}}}-1}
لذلك، سيؤدي انخفاض حجم الصندوق (أي خزانة مكبرات صوت أصغر) ونفس F3 إلى تقليل كفاءة مضخم الصوت. وبالمثل، يتناسب F3 للمتحدث مع Fs:
{\displaystyle F_{c}={\frac {(Q_{tc}F_{s})}{Q_{ts}}}}
نظرًا لأن الكفاءة تتناسب مع{\displaystyle F_{s}^{3}}، فإن التحسينات الصغيرة في تمديد التردد المنخفض بنفس المشغل وحجم الصندوق ستؤدي إلى انخفاض كبير جدًا في الكفاءة. لهذه الأسباب، عادة ما تكون مضخمات الصوت غير فعالة للغاية في تحويل الطاقة الكهربائية إلى طاقة صوتية. يفسر هذا المزيج من العوامل قوة مكبر الصوت الأعلى المطلوبة لتشغيل مضخم الصوت، والحاجة إلى معالجة أكبر للطاقة لمشغل مضخم الصوت. غالبًا ما تستخدم اختلافات الحاوية (على سبيل المثال، تصميمات انعكاس الجهير مع منفذ في الخزانة) لمكبرات الصوت الفرعية لزيادة كفاءة نظام التشغيل / العلبة، مما يساعد على تقليل متطلبات طاقة مكبر الصوت.

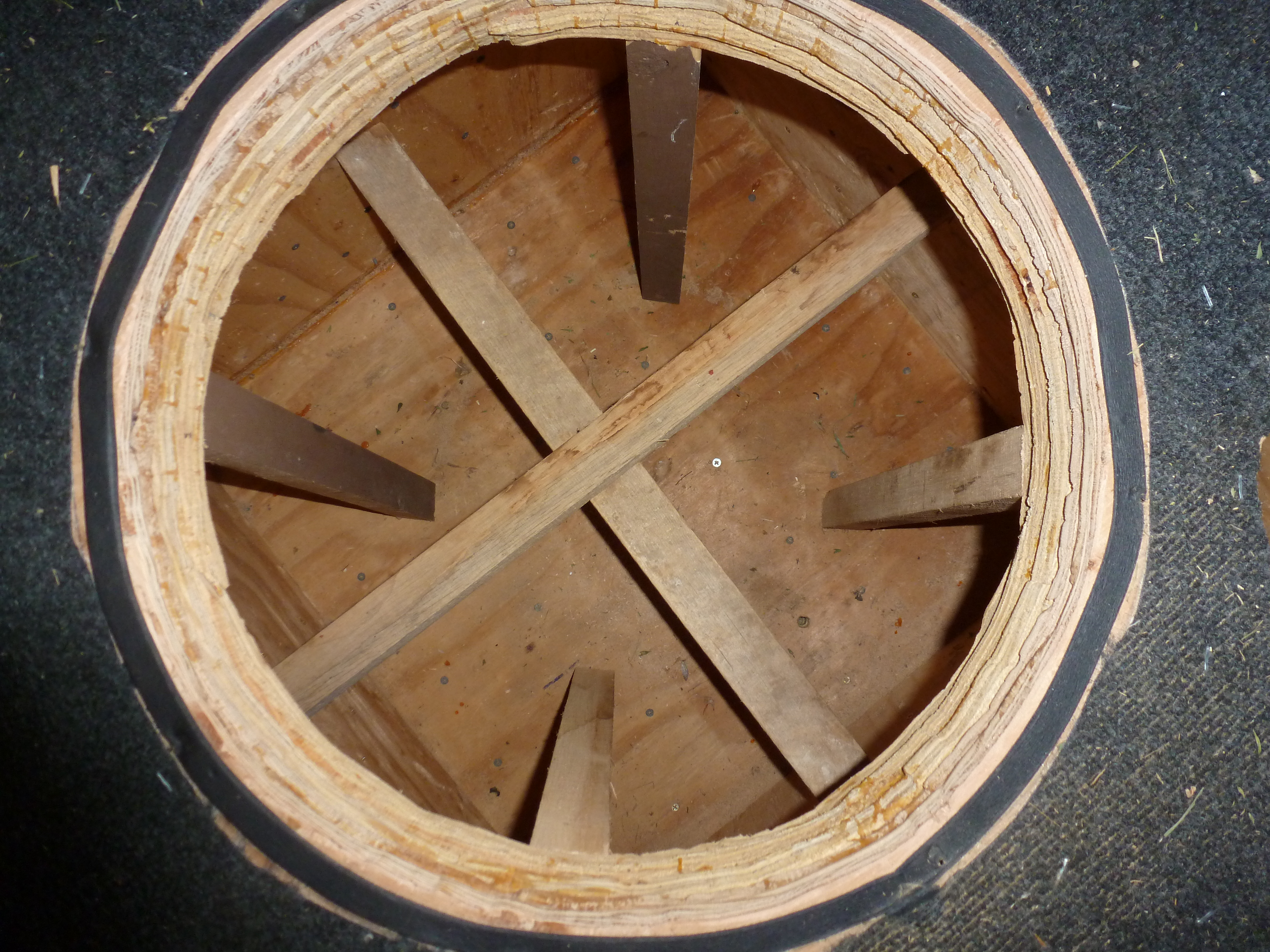
حاوية مضخم الصوت مدعمة ومبنية بشدة.Heavily braced and built subwoofer enclosure.

يتم تصنيع مضخمات الصوت عادةً عن طريق تركيب مكبر صوت واحد أو أكثر في خزانة من الألواح الليفية متوسطة الكثافة (MDF)، أو لوحة الجدائل الموجهة (OSB)، أو الخشب الرقائقي، أو الألياف الزجاجية، أو الألومنيوم، أو مواد صلبة أخرى. بسبب ارتفاع ضغط الهواء الذي تنتجه في الخزانة، غالبًا ما تتطلب حاويات مضخم الصوت تقوية داخلية لتوزيع القوى الناتجة.

## التطبيقات

### الصوت المنزلي

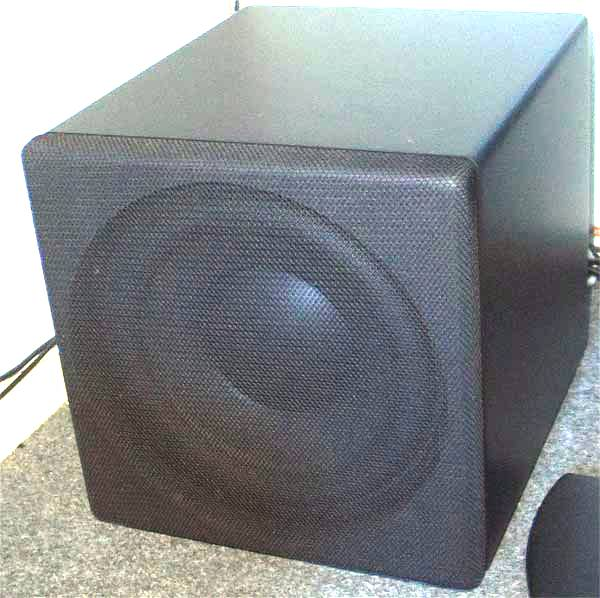
Basic sealed subwoofer in a residential setting.

يزيد استخدام مضخم الصوت من قدرة الجهير للسماعات الرئيسية، ويسمح لها بأن تكون أصغر دون التضحية بقدرة التردد المنخفض. لا يوفر مضخم الصوت بالضرورة أداء جهيرًا فائقًا مقارنة بمكبرات الصوت التقليدية الكبيرة في تسجيلات الموسيقى العادية بسبب النقص النموذجي لمحتوى التردد المنخفض جدًا في هذه المصادر. ومع ذلك، هناك تسجيلات ذات محتوى كبير منخفض التردد تكون معظم مكبرات الصوت التقليدية غير مجهزة للتعامل معها بدون مساعدة من مضخم الصوت، خاصة عند مستويات التشغيل العالية، مثل الموسيقى لـ الأرغن ذات 32 بوصة (9.75) متر) أنابيب جهير (16 ونبسب؛ هرتز)، طبول جهير كبيرة جدًا على تسجيلات الأوركسترا السيمفونية والموسيقى الإلكترونية مع أجزاء منخفضة للغاية من اختبار الجهير أو أغنية جهير.
الترددات المنخفضة بدرجة كافية ليست سهلة الترجمة من قبل البشر، ومن ثم فإن العديد من أنظمة الصوت المجسم والمتعدد القنوات تتميز بقناة صبووفر واحدة فقط ويمكن وضع مضخم صوت واحد بعيدًا عن المركز دون التأثير على مرحلة الصوت المتصورة، نظرًا لأن سيكون من الصعب توطين الصوت الذي ينتجه. غالبًا ما يكون الغرض من نظام مزود بمضخم صوت هو استخدام مكبرات صوت رئيسية صغيرة (منها مكبرات صوت للستيريو وخمسة أو أكثر للصوت المحيطي أو مسارات الأفلام) وإخفاء مضخم الصوت في مكان آخر (على سبيل المثال خلف الأثاث أو تحت الطاولة)، أو لزيادة السماعة الموجودة لتجنبه الاضطرار إلى التعامل مع الترددات المنخفضة التي تؤدي إلى تدمير مكبر الصوت عند المستويات العالية. يكون هذا التأثير ممكنًا فقط إذا كان مضخم الصوت مقيدًا بترددات منخفضة جدًا، وعادة ما يتم أخذها على سبيل المثال، على سبيل المثال، 100 & nbsp ؛ هرتز وأقل - لا يزال من الممكن توطين أقل إذا كان مقيدًا بترددات قصوى أقل. يتم تحديد الحدود العليا الأعلى لمضخم الصوت (على سبيل المثال، 125 ونبسب؛ هرتز) بسهولة أكبر، مما يجعل مضخم الصوت الفردي غير عملي. عادةً ما تستخدم أنظمة المسرح المنزلي خزانة مضخم صوت واحدة ("1" في الصوت المحيطي 5.1). ومع ذلك، من أجل "تحسين توزيع الجهير في غرفة بها مواقع جلوس متعددة، ومنع" العقدة "أو" النقاط الفارغة "مع استجابة جهير ضعيفة، يستخدم بعض عشاق السينما المنزلية أنظمة الصوت المحيطي" 5.2 "أو" 7.2 "مع خزانتين لمضخم الصوت في نفس الغرفة.
يضيف بعض المستخدمين مضخم صوت لأن المستويات العالية من الجهير منخفض التردد مطلوبة، حتى تتجاوز ما هو موجود في التسجيل الأصلي، كما في حالة عشاق موسيقى البيت. وبالتالي، قد تكون مضخمات الصوت جزءًا من حزمة تتضمن مكبرات صوت ساتلية، ويمكن شراؤها بشكل منفصل، أو قد يتم تضمينها في نفس الخزانة مثل نظام السماعات التقليدي. على سبيل المثال، تشتمل بعض مكبرات الصوت البرجية المثبتة على الأرض على مضخم صوت في الجزء السفلي من نفس الخزانة. لا يسمح الفصل المادي بين مضخم الصوت ومكبرات الصوت «الساتلية» بوضعها في مكان غير واضح فحسب، ولكن نظرًا لأن ترددات sub-bass حساسة بشكل خاص لموقع الغرفة (نظرًا لرنين الغرفة وأوضاع الصدى)، فإن أفضل موضع لـ من غير المحتمل أن يكون مضخم الصوت هو المكان الذي توجد فيه مكبرات الصوت «الفضائية».
لتحقيق أكبر قدر من الكفاءة وأفضل اقتران بحجم هواء الغرفة، يمكن وضع مضخم الصوت في زاوية الغرفة ، بعيدًا عن فتحات الغرفة الكبيرة ، وأقرب إلى المستمع. هذا ممكن لأن ترددات الجهير المنخفضة لها الطول الموجي؛ ومن ثم لا يوجد فرق كبير بين المعلومات التي تصل إلى أذني المستمع اليمنى واليسرى ، وبالتالي لا يمكن تحديد موقعها بسهولة. يتم إرسال جميع معلومات التردد المنخفض إلى مضخم الصوت. ومع ذلك ، ما لم يتم خلط مسارات الصوت بعناية لقناة صبووفر واحدة ، فمن الممكن أن يكون هناك بعض الإلغاء للترددات المنخفضة إذا كانت معلومات الجهير في مكبر صوت إحدى القنوات خارج الطور مع الآخر.
تم نشر ترتيب مضخم الصوت / القمر الصناعي المنفصل فعليًا ، مع مكبرات صوت ساتلية صغيرة وخزانة مضخم صوت كبيرة يمكن إخفاؤها خلف الأثاث ، من خلال أنظمة مكبرات الصوت متعددة الوسائط مثل Bose Acoustimass Home Entertainment Systems ، Polk Audio RM2008 Series و Klipsch Audio Technologies ProMedia ، من بين العديد من الآخرين.
أنظمة «مسرح منزلي في صندوق» منخفضة التكلفة تعلن عن تكاملها وبساطتها.

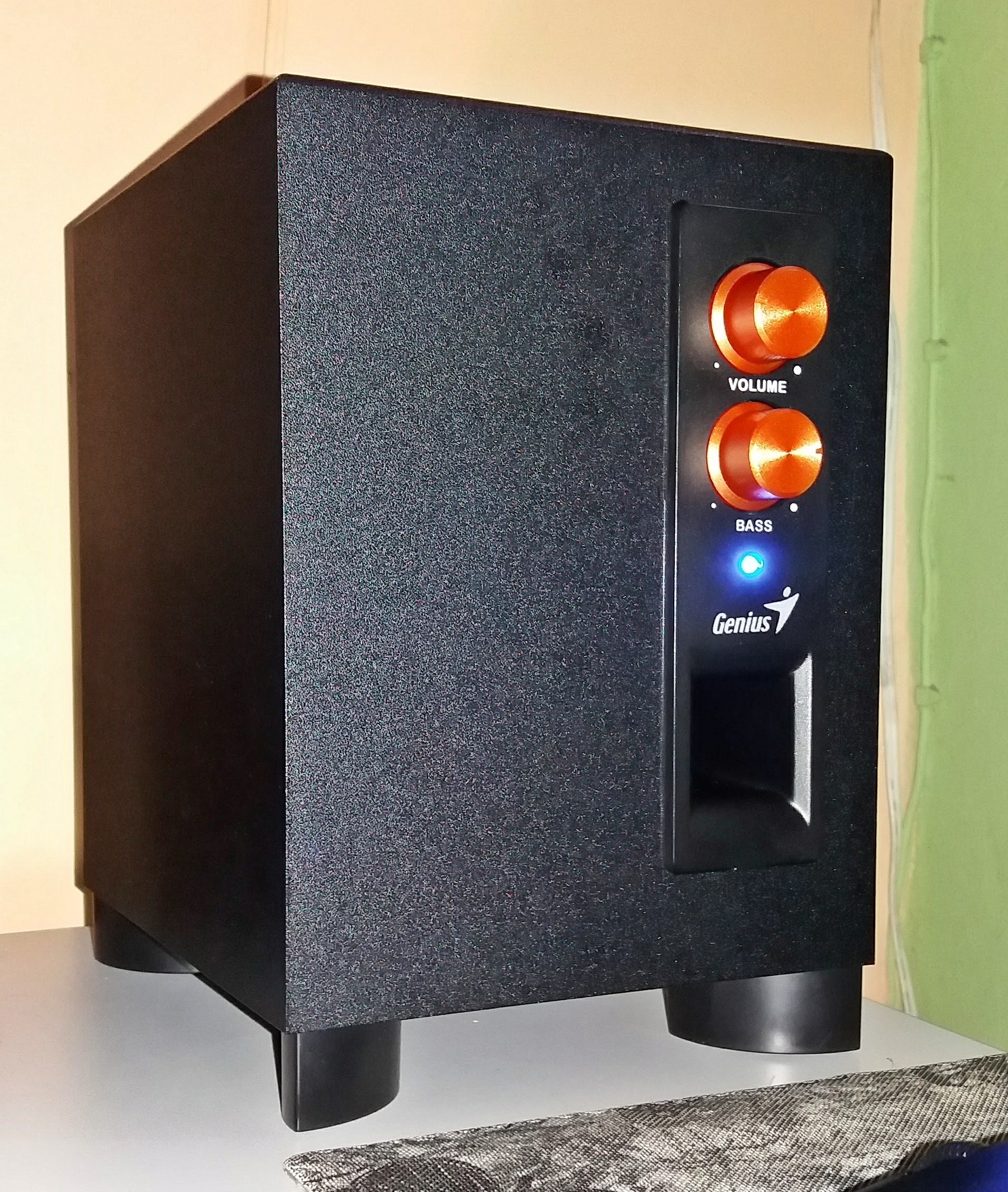
A small subwoofer cabinet designed for use with a home computer.

خاصة بين أنظمة «المسرح المنزلي في صندوق» الأقل تكلفة ومع «صناديق الازدهار»، ومع ذلك ، فإن تضمين مضخم الصوت قد يكون أكثر بقليل من تقنية تسويقية. من غير المحتمل أن يكون لمكبر الصوت الصغير الموجود في خزانة بلاستيكية مدمجة غير مكلفة سيكون له أداء صوت جهير أفضل من مكبرات الصوت التقليدية المصممة جيدًا (وعادة ما تكون أكبر) في خزانة الخشب الرقائقي أو خزانة MDF. لا يعد مجرد استخدام مصطلح «مضخم الصوت» ضمانًا لأداء جهير جيد أو ممتد. قد يكون من الأفضل تسمية العديد من «مضخمات الصوت» متعددة الوسائط «خزانات الصوت الجهير» (60 & nbsp ؛ هرتز إلى 160 & nbsp ؛ هرتز)، نظرًا لأنها صغيرة جدًا بحيث لا تنتج صوت جهير عميقًا في نطاق 30 & nbsp ؛ هرتز إلى 59 & nbsp ؛ هرتز.
علاوة على ذلك ، غالبًا ما تترك الأنظمة سيئة التصميم كل شيء أقل من 120 ونبسب ؛ هرتز (أو حتى أعلى) لمضخم الصوت ، مما يعني أن مضخم الصوت يتعامل مع الترددات التي يمكن أن تستخدمها الأذن لتوطين مصدر الصوت ، وبالتالي تقديم مضخم صوت غير مرغوب فيه «تأثير توطين». عادة ما يكون هذا بسبب التصميمات أو الخيارات السيئة للتقاطع (نقطة تقاطع عالية جدًا أو منحدر كروس غير كافٍ) المستخدمة في العديد من أنظمة الكمبيوتر والمسرح المنزلي ؛ يأتي التوطين أيضًا من ضوضاء المنفذ  ومن عادة كميات كبيرة من التشويه التوافقي في تصميم مضخم الصوت.

### صوت السيارة

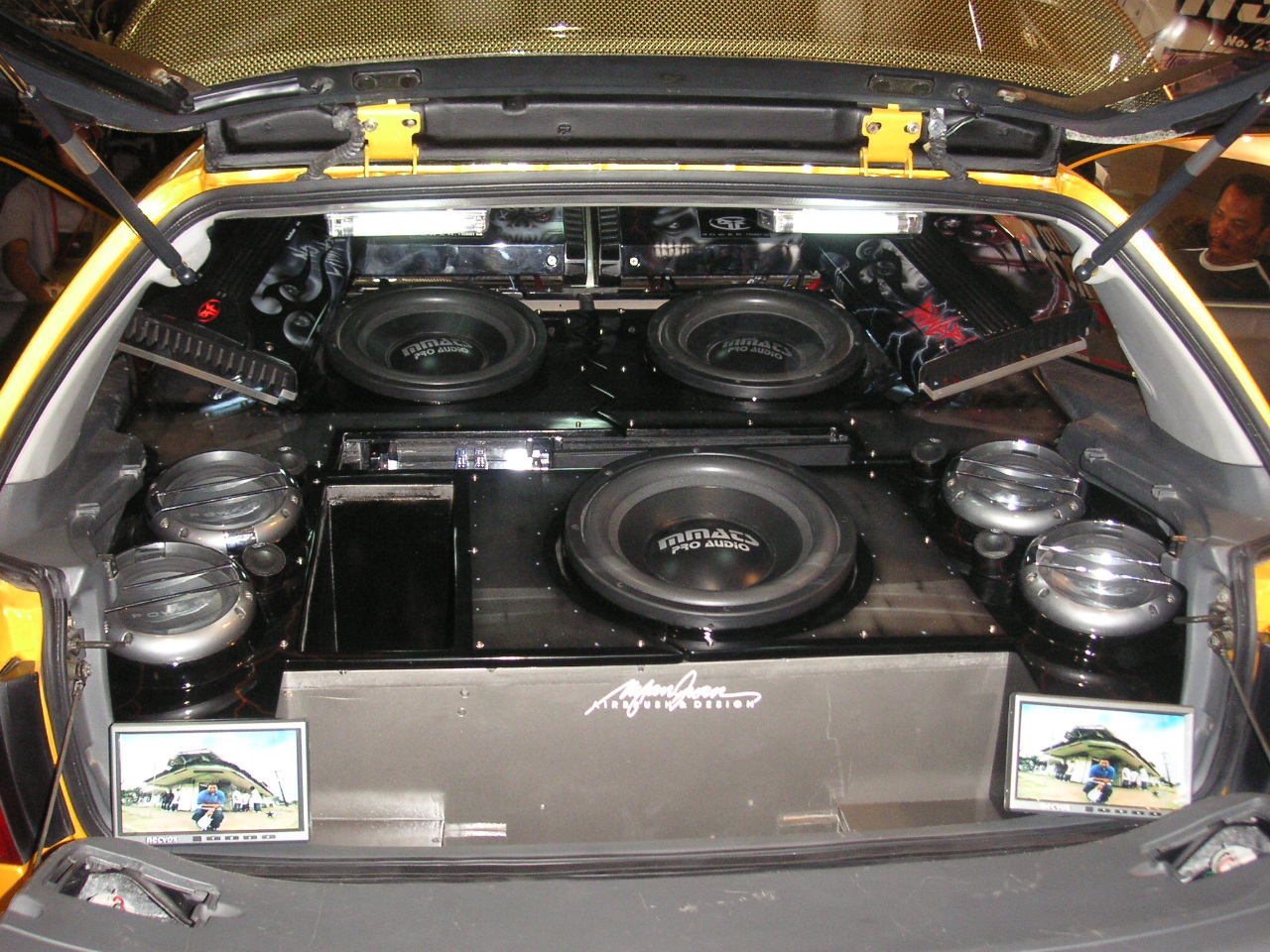
Multiple subwoofers in a hatchback car.

السيارات ليست مناسبة تمامًا لنهج مضخم الصوت «المخفي» بسبب قيود المساحة في مقصورات الركاب. ليس من الممكن ، في معظم الحالات ، وضع مثل هذه المحركات الكبيرة والمرفقات في الأبواب أو لوحات العدادات ، لذلك يتم تثبيت مضخم الصوت في صندوق الأمتعة أو مساحة المقعد الخلفي. يتنافس بعض عشاق صوت السيارة لإنتاج مستويات عالية جدًا من ضغط الصوت في حدود مقصورة سيارتهم ؛ في بعض الأحيان ارتفاع مستويات ضغط الصوت بشكل خطير. جذبت «حروب SPL» الكثير من الاهتمام لمكبرات الصوت بشكل عام ، لكن المنافسات الذاتية في جودة الصوت ("SQ") لم تكتسب شعبية مماثلة. لا تستطيع أفضل سيارات SPL تشغيل الموسيقى العادية ، أو ربما القيادة بشكل طبيعي لأنها مصممة فقط للمنافسة. العديد من مضخمات الصوت غير المنافسة قادرة أيضًا على توليد مستويات عالية في السيارات نظرًا لصغر حجم مقصورة السيارة النموذجية. يمكن أن تسبب مستويات الصوت المرتفعة فقدان السمع وطنين الأذن إذا تعرض الشخص لها لفترة طويلة من الزمن. في العقد الأول من القرن الحادي والعشرين ، أنتج العديد من مصنعي صوت السيارات مكبرات الصوت الفرعية باستخدام أشكال غير دائرية ، بما في ذلك Boston Acoustic و Kicker و Sony و Bazooka و X-Tant. لم يحذو مصنعو صوت السيارات الرئيسيون الآخرون مثل Rockford Fosgate حذوها نظرًا لأن أشكال مضخم الصوت غير الدائري عادةً ما تحمل نوعًا من عقوبات التشويه. http://www.polkaudio.com/downloads/12vhndbk.pdf نسخة محفوظة 11 مايو 2020 على موقع واي باك مشين. |archive-date=December 6, 2010 }}</ref> في حالات محدودة مساحة متزايدة توفر مساحة مخروطية أكبر وبافتراض أن جميع المتغيرات الأخرى ثابتة ، وأقصى إنتاج أكبر عامل مهم في الوسيطة «Square sub مقابل round sub» هو تأثيرات العلبة المستخدمة. في حاوية مغلقة ، يتم تحديد الحد الأقصى للإزاحة بواسطة.
{\displaystyle V_{\mathrm {d} }=x_{\mathrm {max} }\times S_{\mathrm {d} }}
أين
- V   d  هو حجم الإزاحة (بالمتر  3 )
- x   max  هو مقدار الرحلة الخطية التي يستطيع مكبر الصوت ميكانيكيًا القيام بها (بالمتر)
- S   d  هي المنطقة المخروطية لمضخم الصوت (في m  2 ).

هذه بعض المعلمات Thiele / Small التي يمكن قياسها أو العثور عليها مع مواصفات برنامج التشغيل.